# Escudo de la provincia de Las Palmas

Escudo heráldico de Las Palmas.

El escudo de la provincia de Las Palmas (Canarias, España) fue adoptado por la Mancomunidad Interinsular de Las Palmas y aprobado en el Decreto 1294/1966 de 12 de mayo (publicado en el BOE de 31 de mayo de 1966)
En tal decreto recibe la siguiente descripción heráldica:
En un campo cortado (dividido horizontalmente), y el primer cuartel partido en dos subcuarteles de gules, un castillo de oro almenado de tres almenas, mamposteado de sable (negro) y clarado de azur; de plata, un león rampante de púrpura, linguado, uñado y armado de gules, coronado de oro. En el segundo cuartel, de azur, tres islas de plata colocadas una y dos.
Al timbre corona real cerrada que es un círculo de oro, engastado de piedras preciosas, compuesta de ocho florones de hojas de acanto, visible cinco, interpoladas de perlas y de cuyas hojas salen sendas diademas sumadas de perlas, que convergen en el mundo de azur o azul, con el semimeridiano y el ecuador en oro, sumado de cruz de oro. La corona forrada de gules o rojo.
El primer subcuartel recoge los elementos del blasón del Reino de Castilla, representado por el castillo de oro y el segundo, las armas del Reino de León, representado por el león rampante.
Las tres islas que figuran en el escudo representan a Gran Canaria, Fuerteventura y Lanzarote que son las islas mayores de la provincia.